# Koni kraftverk
Koni kraftverk, tidigare Biakraftverket, är ett vattenkraftverk i floden Lufira i Kongo-Kinshasa. Det ligger i provinsen Haut-Katanga, i den södra delen av landet, 1 500 km sydost om huvudstaden Kinshasa. Koni kraftverk ligger 972 m över havet och har en bruttofallhöjd på 60,5 m. När det byggdes hade det tre turbiner och en totaleffekt på 46,8 MW. Den första turbinen togs i drift 30 december 1949.